# マリー・ド・ブルイエ
マリー・ド・ブルイエ（Marie de Breuillet, 1080年ごろ - 1119年ごろ）は、フランス王室に厩務員長として仕えていた騎士でブルイエ及びドゥールダン卿であったルノーの娘。フランス王ルイ6世が王太子時代、結婚する以前に愛人としていた女性である。 

## 生涯
ロンポン（フランス語版）で誕生し、他3人の兄弟がいた。そのうちの2人は修道士となり、ロンポンのノートルダム修道院（フランス語版）に入っていた。 
当時のフランス王フィリップ1世が王妃ベルト・ド・オランドを退け、臣下アンジュー伯フルク4世夫人であったベルトラード・ド・モンフォールを奪って後添いに迎え、2人共教会から破門される等、王室で問題が起こっていた時、一説によれば、王太子ルイがフランス宮廷を出てパリの修道院にいた際に、もう一説によれば、父の務める王室厩舎に出向いて、馬の世話をしていたマリーとルイは出会ったとされる。
マリーはあまり美人ではなく、恥ずかしがり屋ではあったが、穏やかな性格で素朴かつ素直な人柄が魅力的な女性であったとされる。 
当時のルイが抱える寂しさや孤独を慰めようと近付いて来る女性は、野心的で自分の将来のために愛妾の座を狙う女性ばかりであった中、マリーはその人柄をルイから熱愛されたようである。 
1100年ごろより、当時まだ未婚であったルイの愛人となったが、 1104年にルイが王太子妃リュシエンヌ・ド・ロシュフォールと結婚し、マリーが修道院に一時尼僧となり隠棲することになったため、関係を清算した。 
しかし、マリーはルイと別れる以前に懐妊しており、その翌年の1105年、ルイの庶子リアンクール＝サン＝ピエール女卿イザベル・ド・フランス（1105年 - 1175年）を産んだとされる。 
修道院から還俗した後、マリーはオルセー卿テヴィンと結婚し、エイモンとナンティエと言う名の2男をもうけている。 
後にマリーは1119年ごろ、35歳前後でオルレアンにて死去している。